# 吕讷堡
呂訥堡（德語：Lüneburg；低地德語：Lümborg；波拉布語：Glain），官方稱呼為漢薩城呂訥堡（Hansestadt Lüneburg，發音：[ˈhanzəʃtat ˈlyːnəbʊɐ̯k]），是位於德国下萨克森州北部的一座漢薩同盟城市，距離最近的另一最漢薩同盟城市為西北方45（28英里）處的漢堡，它實際也是漢堡大都會區的一部分，人口在 72 000左右。加上週圍的阿登多夫和巴爾多維克，人口則為103 000。2007年獲得頭銜“Hansestadt”（汉萨城）。該城有同名大學呂訥堡大學，學生數量達到城市人口的十分之一。

## 友好城市
- 法國 克拉马

## 圖片集
- 市中心喷泉
- 吕讷堡市政厅（德语：Rathaus Lüneburg）
- 吕讷堡法院（德语：Landgericht Lüneburg）
- 吕讷堡老药房（德语：Alte Ratsapotheke (Lüneburg)）
- 德国盐博物馆（德语：Deutsches Salzmuseum）
- 老吊车（德语：Alter Kran (Lüneburg)）（1900年摄）
- 吕讷堡船舶升降机（德语：Schiffshebewerk Lüneburg）
- 吕讷堡水塔

- 吕讷堡石灰山（德语：Lüneburger Kalkberg）
- 吕讷堡石楠草原
- 吕讷堡野生动物园（德语：Wildpark Lüneburger Heid）

- 吕讷修道院（德语：Kloster Lüne）
- 圣尼古拉教堂（德语：St. Nicolai (Lüneburg)）
- 圣米歇尔教堂（德语：St. Michaelis (Lüneburg)）
- 圣约翰教堂

## 外部連結
- Official website（德文）
- （页面存档备份，存于） （英文）
- Leuphana University（页面存档备份，存于） （德文）